# Bickenhill
Bickenhill è un paese e parrocchia civile della contea delle West Midlands, in Inghilterra.